# Góra Łosiów
Góra Łosiów – część wsi Stary Majdan w Polsce położona w województwie lubelskim, w powiecie chełmskim, w gminie Wojsławice.
W latach 1975–1998 Góra Łosiów administracyjnie należała do województwa chełmskiego.
Wierni Kościoła rzymskokatolickiego należą do parafii św. Michała Archanioła w Wojsławicach.